# Radziecka Komisja Zamówień Rządowych w Stanach Zjednoczonych

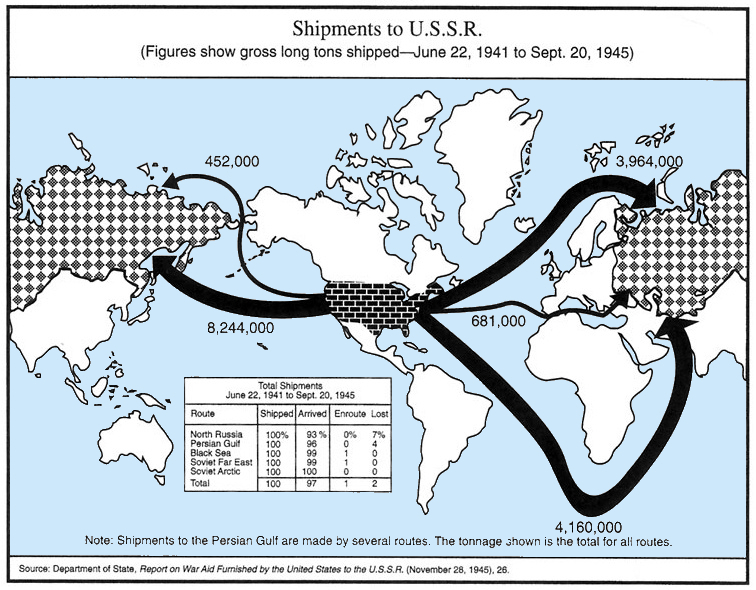
Mapa transportów z USA do ZSRR w ramach „Lend Lease” w okresie II wojny światowej

Radziecka Komisja Zamówień Rządowych w Stanach Zjednoczonych (Советская Правительственная Закупочная Комиссия, Soviet Government Purchasing Commission), określana też jako Radziecka Komisja Zamówień (Советская закупочная комиссия, Soviet Purchasing Commission) – powołany 24 lutego 1942 przez Radę Komisarzy Ludowych ZSRR organ radzieckiej administracji rządowej celem realizacji zapisów amerykańskiej ustawy dostaw w czasie II wojny światowej sprzętu wojskowego do 11 państw, m.in. z USA do ZSRR z siedzibą w Waszyngtonie.

## Charakterystyka
Do czasu powołania komisji dostawy amerykańskiego sprzętu wojskowego do ZSRR realizowane były za pośrednictwem radzieckiego towarzystwa handlowego Amtorg z siedzibą w Nowym Jorku. Po jej utworzeniu z siedzibą w Waszyngtonie, Komisja organizacyjnie składała się z 18 branżowych oddziałów i szeregu delegatur np. w Nowym Jorku przy 210 Madison Ave. (w siedzibie towarzystwa Amtorg), Portland przy 233 Southwest Sixt Ave, Baltimore, Bostonie, Buffalo, Fairbanks, Filadelfii, Kansas City, Los Angeles, Miami, Montrealu, Olimpii, San Francisco, Seattle, Tacomie, Tulsie i Vancouver. Dostawy do rejonu radzieckiej Arktyki koordynowała Grupa Arktyki (Арктическая группа). Przy komisji funkcjonowało szereg przedstawicielstw organizacji gospodarczych, m.in. Dalstroju (Дальстрой), Norilskstroju (Норильстрой), Głównego Zarządu Północnej Drogi Morskiej (Главсевморпут), Głównego Zarządu Przemysłu Rybnego (Главрыбпром), Czerwonego Krzyża, jak i szeregu resortów, m.in. transportu morskiego i przemysłu rybnego. W drugiej połowie 1942 powołano Zarząd Pełnomocników Komisji ds. portów Zachodniego Wybrzeża USA i Kanady (Управление уполномоченных ПЗК по портам западного побережья США и Канады). Zatrudniała około 1000 osób, również obywateli St. Zjedn. Choć dostawy skończyły się w dniu 20 września 1945, komisję zlikwidowano z dniem 28 grudnia 1948.
W marcu 1943 komisja zażądała od strony amerykańskiej pozwolenia na wywóz związków uranu z przeznaczeniem użycia w realizacji projektu radzieckiej bomby atomowej, którego oficjalnym zastosowaniem miało być leczenie stomatologiczne. Próbki dostarczono ze złóż w Port Radium, Terytoria Północno-Zachodnie

## Schemat organizacyjny[4]
- Pion Wojskowy
  - Wydział Lotnictwa
  - Wydział Radiowo-Elektryczny
  - Wydział Kwatermistrzowski
  - Wydział Artylerii i Amunicji
  - Wydział Czołgowy
  - Wydział Naftowy
- Pion Marynarki Wojennej, Morski i Transportu
  - Wydział Morski
  - Wydział Transportu Morskiego
  - Wydział Transportu Wschodniego Wybrzeża
  - Wydział Transportu Zachodniego Wybrzeża
  - Komisja Ludowego Komisariatu Przemysłu Rybnego
- Pion Przemysłu i Surowców
  - Wydział Ciężkiego Sprzętu Przemysłowego
  - Wydział Sprzętu Energetycznego i Elektrycznego
  - Wydział Obrabiarek
  - Wydział Sprzętu Kolejowego
  - Wydział Metali
  - Wydział Produktów Chemicznych
  - Wydział Pozostałego Sprzętu i Materiałów
- Pion Innych Przemysłów
  - Wydział Instalacji Przemysłowych
  - Wydział Motoryzacji
  - Komisja Filmowa
- Pion Spożywczy i Pozostałych Wydziałów
  - Wydział Spożywczy
  - Wydział Statystyki
  - Rada Komisji

## Przewodniczący
- 1942-1943 – gen. mjr. lotnictwa Aleksandr Iwanowicz Belajew (Александр Иванович Беляев) (1900–1963)[5]
- 1943-1946 – gen. mjr. lotnictwa Leonid Georgijewicz Rudenko (Леонид Георгиевич Руденко) (1906-2002)
- 1946-1948 – Iwan Andrejewicz Jeremin (Иван Андреевич Еремин) (1902-1963)

## Siedziba
Komisja mieściła się w Waszyngtonie, w domu mieszkalnym z 1939 przy 3355 Sixteenth Street, oraz przy 1610 Park Road.